# Furosemide
Furosemide (Lasix) is een lisdiureticum (vochtafdrijvend middel) dat onder meer gebruikt wordt bij de behandeling van oedeem bij hartfalen, levercirrose, nierfalen en nefrotisch syndroom. Furosemide wordt ook ingezet als bloeddrukverlagend middel. In zeer lage dosering wordt furosemide ook voorgeschreven ter bestrijding van het premenstrueel syndroom.
Evenals verschillende andere diuretica staat furosemide op de lijst van verboden middelen in verband met doping. Furosemide maskeert de aanwezigheid van verschillende dopingmiddelen door zijn vochtafdrijvende eigenschappen.
Verder zorgt Furosemide voor een verhoogd urinezuurgehalte en kan daardoor tot jichtaanvallen leiden.
De stof is opgenomen in de lijst van essentiële geneesmiddelen van de WHO.